# Bedelaarsvaart
De Bedelaarsvaart (Fries en officieel: Bidlersfeart) is een kanaal in de gemeente Súdwest-Fryslân in de Nederlandse provincie Friesland.
De Bedelaarsvaart loopt vanaf de Waddenzeedijk, tussen Zurich en Harlingen, in oostelijke richting langs De Blokken. Ten noorden van de vaart ligt de polder De Eendracht en ten zuiden de polder Pingjum. De Bedelaarsvaart loopt ten oosten van De Blokken evenwijdig aan de Pingjumer Gulden Halsband, op een afstand van circa 200 meter. De vaart mondt ten zuiden van Kimswerd uit in de Harlingervaart. De Bedelaarsvaart is een restant van de oude zeearm De Marne in dit deel van Friesland. Na de verbreding van het kanaal in de 17e eeuw werd het onderdeel van de verbinding tussen de Friese steden Bolsward en Harlingen. De daarmee gepaard gaande bedrijvigheid zorgde voor de ontwikkeling van de plaats Kimswerd.
In de twintigste eeuw behoorden het gebied ter weerszijde van de vaart tot het waterschap De Bedelaarsvaart, een van de honderden waterschappen in Friesland in die periode. In de jaren zeventig werd dit waterschap opgeheven.